# Botryotinia
Botryotinia es un género de hongos de la familia Sclerotiniaceae que causan varias enfermedades de las plantas. Los anamorfos de Botryotinia en su gran mayoría están incluidos en los  "hongos imperfectos" del género Botrytis. El género contiene  22 especies y un híbrido.
Las enfermedades de las plantas causadas por las especies de Botryotinia principalmente como tizón de flores y   pudrición de frutos pero también como manchas foliares y pudriciones de bulbos en el campo y en productos almacenados. Los hongos inducen la muerte de la célula huésped, lo que da como resultado la descomposición progresiva del tejido vegetal infectado, de donde toman los nutrientes. La reproducción sexual se lleva a cabo con ascosporas producidas en ascocarpo, conidios son los medios de reproducción asexual. Esclerocio de forma plano-convexoide es típico. Algunas especies también matan semillas o plántulas durante o antes de la germinación.
Botryotinia fuckeliana (o su anamorfo Botrytis cinerea) es una especie importante en la industria del vino y la horticultura. 
Otras especies simportantes desde un punto de vista económico son Botryotinia convoluta, Botryotinia polyblastis, Botrytis allii y Botrytis fabae. Botrytis tulipae es un importante peste de los cultivos de tulipán y Botrytis narcissicola de los bulbos de Narciso.

## Taxonomía
Una lista completa de especie se encuentra en Beever and Weeds, Table 1.
Algunas especies selectas (anamorfas, teleomorfas)
- Botrytis allii Munn
- Botrytis cinerea Pers.:Fr.—  Botryotinia fuckeliana (de Bary) Whetzel
- Botryotinia convoluta (Drayton) Whetzel
- Botrytis fabae Sardiña
- Botrytis narcissicola Kleb. ex Westerd. & JFH Beyma syn. Sclerotinia narcissicola
- Botryotinia polyblastis Dowson syn. Sclerotinia polyblastis
- Botrytis tulipae Lind